# Cinta Rakyat (Sibolangit)
Cinta Rakyat is een bestuurslaag in het regentschap Deli Serdang van de provincie Noord-Sumatra, Indonesië. Cinta Rakyat telt 222 inwoners (volkstelling 2010).